# 전국약용작물품목대표총연합회
전국약용작물품목대표총연합회는 품목별 약용작물 생산, 제조, 유통, 업무통계 작성 및 인력 교육, 약용작물 산업화를 위한 품목 및 전략 거점별 GMP 공동화 사업, 품목별 직거래사업, 계열화사업 및 자조금 관리, 고도 산업화를 기하기 위한 산학협동 R&D 강화 사업, 약용작물 수출전담 공동화 사업단 운영, 생물다양성협약 등 해외 약용식물 기반 확충을 위한 국제 교류사업, 대북 약용식물 교류사업 등 기타 목적 달성에 필요한 사업을 목적으로 2011년 4월 1일 설립·허가된 대한민국 농림수산식품부 소관의 사단법인이다.